# خانه محمدقلی شیران
خانه محمد قلی شیران مربوط به دوره قاجار - دوره پهلوی است و در اصفهان، خیابان چهار باغ پائین، بازارچه حاج محمدعلی، کوچه فشارکی واقع شده و این اثر در تاریخ ۱۰ خرداد ۱۳۸۲ با شمارهٔ ثبت ۹۰۲۱ به‌عنوان یکی از آثار ملی ایران به ثبت رسیده است.

## واگذاری
در تاریخ بیست و شش دیماه نودو چهار خانه تاریخی محمد قلی شیران با مزایده‌ای که توسط صندوق احیاء و بهره‌برداری از آثار تاریخی و فرهنگی سازمان میراث فرهنگی و صنایع دستی و گردشگری کشور برگزار گردید به رضا برادران اصفهانی در بخش خصوصی واگذار گردید.